# Lifan X80
La Lifan X80 è un'autovettura prodotta dalla casa automobilistica cinese Lifan dal 2017.

## Descrizione
Nel novembre 2016 la X80 ha debuttato al Guangzhou Auto Show, venendo poi introdotta sul mercato il 27 marzo 2017. Al momento del lancio era disponibile una sola motorizzazione a benzina turbo da 2,0 litri quattro cilindri da 191 CV e 286 Nm di coppia, abbinato a due trasmissioni: un cambio manuale o automatico a 6 marce.